# Смит, Хизер Рене
Хи́зер Рене́ Смит (англ. Heather Rene Smith; род. 8 января 1987, Салинас, Калифорния, США) — американская актриса и фотомодель. Была Playmate мужского журнала «Playboy» в феврале 2007 года.

## Фильмография
| Год  |   | Русское название         | Оригинальное название | Роль            |
| ---- | - | ------------------------ | --------------------- | --------------- |
| 2009 | ф | Закрыто по понедельникам | Closed Mondays        | Бриттани Уилсон |
| 2009 | с | Красавцы                 | Entourage             | актриса         |
| 2010 | с | Безумцы                  | Mad Men               | модель Playboy  |
| 2011 | ф | Мой                      | Mine                  | барменша        |
| 2014 | ф | Хищный владелец          | Predatory Lender      | Линди Логан     |